# Semiothisa peremptaria
Semiothisa peremptaria är en fjärilsart som beskrevs av Walker 1861. Semiothisa peremptaria ingår i släktet Semiothisa och familjen mätare. Inga underarter finns listade i Catalogue of Life.